# Macrosteles septemnotata
Macrosteles septemnotata är en insektsart som beskrevs av Carl Fredrik Fallén 1806. Macrosteles septemnotata ingår i släktet Macrosteles och familjen dvärgstritar. Inga underarter finns listade i Catalogue of Life.